# 初雪
〈初雪〉（韓語：첫 눈）是韓國男子團體EXO的歌曲，於2013年12月9日由SM娛樂發行，收錄於專輯《十二月的奇蹟》。

## 發行與宣傳
12月9日，EXO正式發行冬季特別版專輯《十二月的奇蹟》的音源和唱片，「初雪」為該張專輯的第五首曲目，由Kenzie創作和製作。該首歌曲有兩種版本，其中EXO-K以韓語錄製了這首歌，而EXO-M則以用中文演唱了同一首歌。韓語版由KENZIE / KIM JUNG BAE作詞，中文作詞者為林欣曄。

## 迴響
〈初雪〉成為韓國最受歡迎的冬季歌曲，經常在韓國降下首場雪之後播放。2023年黃世勳（音譯）上傳了一段影片，影片中的他隨著這首歌跳舞，雪花在他周圍輕輕飄落，而他的編舞也迅速走紅，掀起了K-pop偶像和粉絲參與該舞蹈挑戰（챌린지）的浪潮。
這項挑戰成為了一種全球現象，K-pop組合NCT、NCT Dream、Red Velvet、Kep1er、BOYNEXTDOOR、ITZY、TWICE、ENHYPEN、TOMORROW X TOGETHER、IVE 等也紛紛加入了這一舞蹈挑戰。
隨後EXO的成員們也參加了舞蹈挑戰。世勳在12月21日入伍前，將個人之挑戰作為禮物送給愛麗，而燦烈則與愛犬扎特（音譯）一同參與舞蹈挑戰 ，伯賢則是與珉錫和金鍾大在下雪的路上一同參與舞蹈挑戰，隊長俊勉也在最後加入了挑戰賽，並將其發佈在EXO的官方TikTok上。
2024年1月11日，M Countdown 所招募的新主持人：「Shiny Meong Tto Cat（成韓彬、明宰鉉、李炤熙）」，在新主持人合作舞臺時，選擇了〈初雪〉作為表演曲目。

## 作曲和歌詞
〈初雪〉被描述為一首帶有R&B和以鈴鐺響亮為特色的流行謠曲。 在抒情方面，這首歌以回憶過去的愛情為主題，成員們想知道他們的愛人在本季的首場雪落下時過得怎麼樣。它深入探討了與冬天來臨相關的苦樂參半的懷舊和遺憾情緒，而第一場降雪則喚起了一種深深的渴望和憂鬱，但也喚起了樂觀和對未來更好日子的承諾。

## 商業成績
〈初雪〉在2013年12月8日至14日的Circle數位榜上首次亮相，排名第二，而中文版則在同一周的Gaon Digital Chart上，排名第61位，而在 Gaon Foreign Digital Chart上，則排名第二。此外〈初雪〉在告示牌K-pop Hot 100 中排名第29位，並在下周達到第12位。

## 排行榜
| 榜單（2013）      | 排行 |
| ----------------- | ---- |
| （Circle數位榜）  | 2    |
| （Circle數位榜）  | 61   |
| （K-pop Hot 100） | 12   |

| 榜單 （2023–2024）         | 排行 |
| -------------------------- | ---- |
| 美国（告示牌）             | 153  |
| 新加坡（新加坡唱片業協會） | 24   |
| （Circle）                 | 1    |

| 榜單 （2013） | 排行 |
| ------------- | ---- |
| （Gaon）      | 20   |

| 榜單 （2023） | 排行 |
| ------------- | ---- |
| （Circle）    | 4    |

## 獎項
| 獎項                     | 結果         | 備註          |
| ------------------------ | ------------ | ------------- |
| 2023年Circle週榜冠軍作品 | 第51週冠軍   |               |
| 2024M Countdown Pink     | 1月Pink 歌曲 | [ 21 ] [ 22 ] |